# 王獻圖
王獻圖（1529年—？），字應祥，河南歸德府寧陵縣人，民籍，明朝政治人物。

## 生平
嘉靖二十八年（1549年）己酉科河南鄉試第六十二名舉人。嘉靖二十九年（1550年）中式庚戌科會試第一百一名，二甲第三十六名進士。授刑部主事，尋改兵部，升陕西按察司佥事。

## 家族
曾祖王義；祖父王鑰；父王灌，母鄭氏。慈侍下。